# Ricardo Calle
Ricardo Calle (Medellín, Antioquia, Colombia; 18 de febrero de 1980) es un exfutbolista y actual entrenador colombiano. Jugaba de lateral derecho. Actualmente es el asistente técnico del Independiente Medellín de la Categoría Primera A de Colombia.
Es hermano del también futbolista Javier Calle.

## Trayectoria como jugador

### Independiente Medellín
Hizo la mayoría de su carrera futbolística en el Independiente Medellín,  a excepción de una temporada con el Envigado Fútbol Club. En el Independiente Medellín, es uno de los máximos referentes, ya que además de ser el club en el cual se formó e hizo casi toda su carrera futbolística, hizo historia al ganar tres Campeonatos de la Liga local y ser el segundo jugador con más partidos disputados con 438, detrás de Héctor "El Canocho" Echeverri.
Su fama en el fútbol antioqueño se debe a que "Tricardo" Calle es el jugador con más campeonatos ganados con el Independiente Medellín junto con el arquero David González. En este equipo, logró los campeonatos del Torneo Finalización 2002 a órdenes de Víctor Luna, Torneo Apertura 2004 a órdenes de Pedro Sarmiento y Torneo Finalización 2009 bajo el mando de Leonel Álvarez.

### Estadísticas en elDIMcomo jugador
| Torneo            | Partidos | Goles |
| ----------------- | -------- | ----- |
| Primera División  | 390      | 13    |
| Copa Colombia     | 19       | 0     |
| Copa Libertadores | 27       | 0     |
| Copa Sudamericana | 2        | 0     |
| Total Club        | 438      | 13    |

## Trayectoria como entrenador
Ricardo Calle tiene el título de director técnico de la ATFA.
En el 2012 se retira como jugador profesional. En el 2013 inicia su carrera de director técnico de fútbol como asistente de Óscar Pérez en el Independiente Medellín, siendo esta su primera experiencia como entrenador asistente. Durante los años 2014, 2015 y 2016 trabajó como director técnico de las categorías inferiores del Independiente Medellín. 
Para el segundo semestre del 2017, con la llegada de Juan José Peláez, Ricardo pasa a ser uno de sus asistentes. Luego de la salida de Peláez, Calle toma las riendas del equipo como director técnico encargado por el resto del torneo. Para el 2018, pasa a ser asistente técnico de Ismael Rescalvo y posteriormente de Octavio Zambrano. 
Cuando Octavio Zambrano es despedido por el Independiente Medellín el 5 de abril de 2019, Ricardo Calle toma nuevamente las riendas del equipo como director técnico encargado.
En septiembre de 2020, después de la salida de Aldo Bobadilla del Independiente Medellín, Ricardo Calle es nombrado nuevamente como director técnico del equipo profesional.

## Clubes

### Como jugador
| Club                                 | Div.          | Temporada     | Liga  | Liga  | Copas | Copas | Internacional | Internacional | Total | Total |
| Club                                 | Div.          | Temporada     | Part. | Goles | Part. | Goles | Part.         | Goles         | Part. | Goles |
| ------------------------------------ | ------------- | ------------- | ----- | ----- | ----- | ----- | ------------- | ------------- | ----- | ----- |
| Independiente Medellín · Colombia    | 1.ª           | 1998-07       | 289   | 11    | -     | -     | 20            | 0             | 309   | 11    |
| Envigado F. C. · (cedido) · Colombia | 1.ª           | 2008          | 25    | 0     | 5     | 0     | -             | -             | 30    | 0     |
| Envigado F. C. · (cedido) · Colombia | Total club    | Total club    | 25    | 0     | 5     | 0     | 0             | 0             | 30    | 0     |
| Independiente Medellín · Colombia    | 1.ª           | 2009          | 28    | 1     | 7     | 0     | 3             | 0             | 38    | 1     |
| Independiente Medellín · Colombia    | 1.ª           | 2010          | 31    | 1     | 6     | 0     | 6             | 0             | 43    | 1     |
| Independiente Medellín · Colombia    | 1.ª           | 2011          | 25    | 0     | 4     | 0     | -             | -             | 29    | 0     |
| Independiente Medellín · Colombia    | 1.ª           | 2012          | 17    | 0     | 2     | 0     | -             | -             | 19    | 0     |
| Independiente Medellín · Colombia    | Total club    | Total club    | 390   | 13    | 19    | 0     | 29            | 0             | 438   | 13    |
| Total carrera                        | Total carrera | Total carrera | 415   | 13    | 24    | 0     | 29            | 0             | 463   | 13    |

### Como asistente técnico
| Club                              | Año         | Asistente de     |
| --------------------------------- | ----------- | ---------------- |
| Independiente Medellín · Colombia | 2013        | Óscar Pérez      |
| Independiente Medellín · Colombia | 2017 - 2020 | Juan José Peláez |
| Independiente Medellín · Colombia | 2017 - 2020 | Ismael Rescalvo  |
| Independiente Medellín · Colombia | 2017 - 2020 | Octavio Zambrano |
| Independiente Medellín · Colombia | 2017 - 2020 | Aldo Bobadilla   |
| Independiente Medellín · Colombia | 2017 - 2020 | Javier Álvarez   |
| Independiente Medellín · Colombia | 2017 - 2020 | Humberto Sierra  |

### Como formador
| Club                                      | País     | Año         |
| ----------------------------------------- | -------- | ----------- |
| Divisiones menores Independiente Medellín | Colombia | 2013 - 2016 |

### Como director técnico
- Actualizado al último partido dirigido (DIM 2-0 Caracas F. C.).

| Equipo                                         | Torneo | Partidos | Partidos | Partidos | Partidos | Partidos |
| Equipo                                         | Torneo | PJ       | PG       | PE       | PP       | Ef       |
| ---------------------------------------------- | ------ | -------- | -------- | -------- | -------- | -------- |
| Independiente Medellín · (Interino) · Colombia |        |          |          |          |          |          |
| Finalización 2017                              | 5      | 2        | 2        | 1        | 53,33%   |          |
| Copa Colombia 2017                             | 2      | 0        | 1        | 1        | 16,67%   |          |
| Apertura 2019                                  | 7      | 4        | 1        | 2        | 61,90%   |          |
| Copa Libertadores 2020                         | 1      | 1        | 0        | 0        | 100%     |          |
| Total club                                     | 15     | 7        | 4        | 4        | 55,56%   |          |

## Palmarés

### Como jugador
| Título              | Club                   | País     | Año  |
| ------------------- | ---------------------- | -------- | ---- |
| Torneo Finalización | Independiente Medellín | Colombia | 2002 |
| Torneo Apertura     | Independiente Medellín | Colombia | 2004 |
| Torneo Finalización | Independiente Medellín | Colombia | 2009 |

### Como asistente técnico
| Título        | Club                   | País     | Año  |
| ------------- | ---------------------- | -------- | ---- |
| Copa Colombia | Independiente Medellín | Colombia | 2019 |